# Paul Balog
Paul Balog (Budapest, 15 agosto 1900 – Roma, 6 novembre 1982) è stato un numismatico, archeologo e medico ungherese con cittadinanza italiana.

## Biografia
Paul Balog (il cui nome originario ungherese era Pál Balog) è stato uno stimato studioso di monete islamiche.,
Tra le sue pubblicazioni si ricorda il contributo fornito al volume di Francesco Gabrieli e Umberto Scerrato, Gli Arabi in Italia, Milano, Scheiwiller, 1979.

## Pubblicazioni scelte
Tra i suoi numerosi contributi scientifici, si possono citare a titolo esemplificativo:
- "The Coinage of the Mamluk Sultans of Egypt and Syria", su: Numismatic Studies 12, iv (1964), New York, American Numismatic Society, 445 pp. + 44 foto.
- "Addictions and Corrections", su: American Numismatic Society Museum Notes 16 (1970), pp. 113–172.